# Boccaccio 70
Boccaccio '70, na Itália, e Boccace 70, na França (br/ pt: Boccaccio '70) é um filme franco-italiano de 1962, do gênero comédia, em quatro episódios dirigidos por Mario Monicelli (episódio Renzo e Luciana), Federico Fellini (episódio As tentações do Dr. Antonio), Luchino Visconti (episódio O trabalho) e Vittorio De Sica (episódio A rifa).

## Sinopse
O roteiro foi inspirado em quatro contos do clássico Decameron, de Giovanni Boccaccio, escritos no século XII.

## Elenco

### Renzo e Luciana
- Marisa Solinas — Luciana
- Germano Gilioli —. Renzo

### As tentações do Dr. Antonio
- Anita Ekberg —  Anita
- Peppino De Filippo —  Dr. Antonio

### O trabalho
- Romy Schneider —  Pupe
- Tomas Milian —  conde Ottavio
- Romolo Valli — Zacchi, advogado

### A rifa
- Sophia Loren — Zoe
- Luigi Giuliani — Gaetano
- Alfio Vita — Cuspet, o sacristão